# 閉集合
幾何学、位相空間論および関連する数学の分野における閉集合（へいしゅうごう、英: closed set）は、補集合が開集合となるような集合を言う。位相空間における閉集合は、その極限点（触点）をすべて含む集合としても定義できる。距離空間に対しては、閉集合は点列の極限をとる操作のもとで閉じている集合として述べられる。

## 同値な別定義
位相空間において、部分集合が閉であるための必要十分条件は、それが自身の閉包と一致することである。同じことだが、集合が閉となるための必要十分条件はそれがその極限点をすべて含むことである。あるいはまた、閉であるための必要十分条件はそれがその境界点をすべて含むことであるということもできる。閉集合は（クラトフスキーの）閉包作用素の不動点である。
これは、多様体が閉であるというのとは意味が異なるので、混同してはならない。

## 閉集合の性質
閉集合は自身の境界を全く含む。これは、閉集合の「外部」から任意の方向に小さく動いてもまだ集合の外側にいるということを意味している。このことは境界が空集合であるときにも満足されることに注意する。例えば、有理数全体が通常のユークリッド距離に関してなす距離空間で、平方が 2 よりも小さい数全体の成す部分集合を考えればよい。
- 閉集合の任意の交わりは（無限個の交わりでも）閉集合である。
- 閉集合の有限個の合併は閉集合である。
- 空集合は閉集合である。
- 全体集合は閉集合である。

実は、集合 X と X の部分集合族 ℱ でこれらの性質を満足するものが与えられたとき、ℱ を閉集合系とする X 上の位相が一意に定まる。閉集合が上記の交叉性質を持つことは、空間 X における部分集合 A の閉包（A を含む X の閉集合の中で最小のもの）を定義するのに利用できる。具体的には、A の閉包は、A を含む閉集合すべての交わりとして構成することができる。
閉集合からなる可算集合族の合併として構成することができる集合は、Fσ-集合であると言う。Fσ-集合は必ずしも閉でない。

## 閉集合の例
- 実数からなる閉区間 [a, b] は閉である。
- 単位区間 [0, 1] は実数全体の成す距離空間 ℝ において閉であり、同様に 0 以上 1 以下の有理数全体の成す集合 [0, 1] ∩ ℚ は有理数の空間 ℚ において閉であるが、[0, 1] ∩ ℚ は ℝ における閉集合ではない。
- 開でも閉でもない集合もある。実例として半開区間 [0, 1) は ℝ において開でも閉でもない。
- 開でも閉でもある集合もあり、開かつ閉集合 (clopen set) と呼ばれる。
- 半直線 [1, +∞) は ℝ の閉集合である。
- カントール集合は、それが全て境界点からなり至る所疎 (nowhere dense) であるという意味で、普通の閉集合ではない。
- T1 空間において一点集合は閉集合である。（したがって有限集合も閉集合。）一般に、一点集合 {x} が閉集合であるような位相空間の点 x は閉点 (closed point) と呼ばれる。
- 整数全体の集合 ℤ は無限かつ非有界な ℝ の閉集合である。
- 位相空間 X, Y の間の写像 f: X → Y が連続となるためには、Y における任意の閉集合の逆像が X において閉であることが必要十分である。

## その他
開集合を用いた上記の閉集合の概念は位相空間においてのみならず、位相構造を持ち込める距離空間や可微分多様体、一様空間およびゲージ空間などにおいても意味を為す。
閉集合に関する別の特徴づけが、点列や有向点族（ネット）を通じて与えられる。位相空間 X の部分集合 A が X において閉であるための必要十分条件は、A の元からなる任意の有向集合の極限がふたたび A に属することである。距離空間などの第一可算空間においては、有向点族をすべて考えなくても、点列の極限と収束だけ見れば十分である。このような特徴づけの一つの価値は、位相空間よりも一般である収束空間の文脈で定義として用いることができるという点である。この特徴付けは、（X において点列や有向点族が収束するか否かは、X にどのような点が存在するかということに依るから）周辺空間 X にも依存するものであることに留意する。
集合が閉か否かはそれが埋め込まれている空間に依存するが、コンパクトハウスドルフ空間は「絶対閉」（その意味は「コンパクトハウスドルフ空間 K を任意のハウスドルフ空間 X に埋め込むならば、K は常に X の閉部分集合である」という性質を持つこと）であるから、この場合は「周辺空間」は全く問題にならない。完全正則ハウスドルフ空間をコンパクトハウスドルフ空間にするストーン–チェック・コンパクト化の過程は、ある種の収束しない有向点族の極限をもとの空間に付け加えることとして記述することができる。
さらに言えば、コンパクト空間の任意の閉集合はコンパクトであり、ハウスドルフ空間の任意のコンパクト集合は閉集合である。
閉集合によるコンパクト性の有用な特徴づけを与えることもできる。位相空間 X がコンパクトであるための必要十分条件は、X の空でない閉集合族でその交わりが空ならば必ず、その有限部分族で交わりが空となるものがとれる（同じことだが、有限交叉性を持つ任意の閉集合族は空でない交わりを持つ）ことである。
位相空間 X が不連結であるとは、互いに交わらない二つの空でない閉集合 A, B でそれらの合併が X となるようなものが存在するときに言う。さらに、X が完全不連結であるとは、それが閉集合からなる開基を持つときに言う。